# Форнели
Форнѐли (на италиански: Fornelli, на местен диалект Furnièllë, Фурниелъ) е село и община в Централна Италия, провинция Изерния, регион Молизе. Разположено е на 530 m надморска височина. Населението на общината е 2005 души (към 2010 г.).